# Flengi
Flengi is een plaats in de gemeente Vrsar in de Kroatische provincie Istrië. De plaats telt 150 inwoners (2001).